# Campeonato Cearense de Futebol
O Campeonato Cearense de Futebol é a competição profissional desse esporte no estado do Ceará para disputa do título estadual da 1ª divisão. Organizado pela Federação Cearense de Futebol, tem como atual campeão o Ceará, vencedor da 111ª edição, quando conquistou o seu 47º título de campeão na competição, desempatando o número de conquistas com o Fortaleza, que tem 46, vindo o Ferroviário em terceiro com 9 conquistas, compondo os três o grupo dos maiores vencedores do campeonato Cearense.

## História

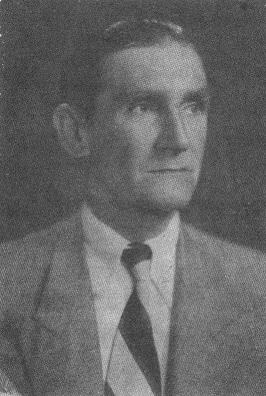
José Silveira, pai do futebol cearense e um dos fundadores do Foot-Ball Club.

As primeiras demonstrações de futebol ocorridas no estado do Ceará aconteceram no ano 1903, quando foram promovidas por ingleses, fossem eles marinheiros de passagem pela terra da luz ou trabalhadores de empresas britânicas instaladas na cidade. Um dos primeiros jogos de que se têm notícia ocorreu no mesmo ano, quando um navio britânico que levava jogadores de futebol para um torneio na Argentina ancorou no porto de Fortaleza. A partida foi realizada no Passeio Público, tendo sido um enorme sucesso.

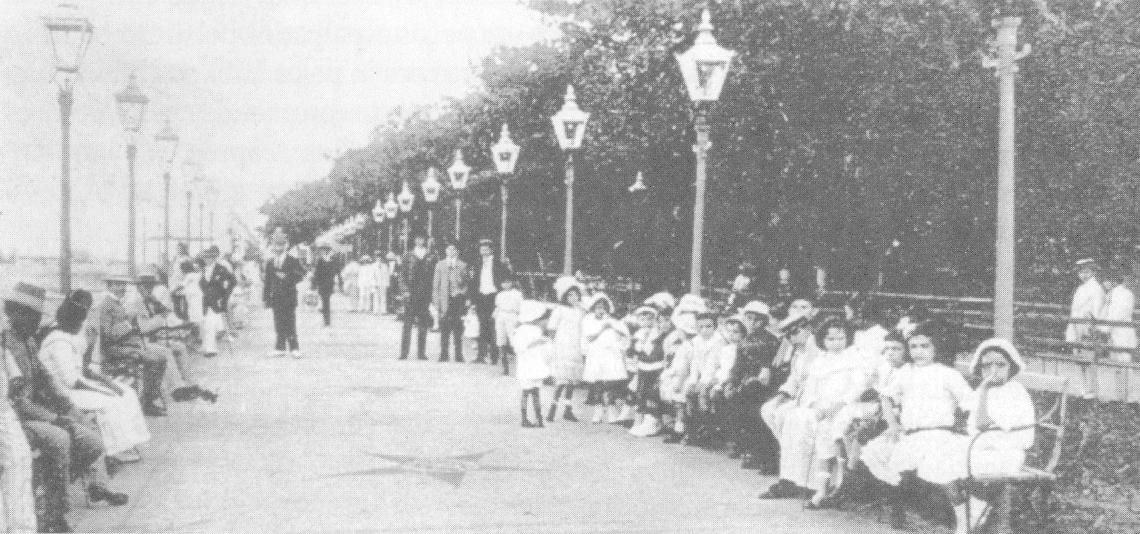
Passeio Público, onde foram realizadas as primeiras partidas de futebol no Ceará.

Foi um jovem que estudava na Inglaterra, chamado José Silveira, quem trouxe a primeira bola para o estado junto com um livrinho de regras, em 1904, no dia 24 de dezembro de 1904 é realizado a primeira partida oficial que se tem notícia no estado :English Team (fundado em 23 de dezembro de 1904 por funcionários do London Bank South American e da Ceará Gás Company Limited) versus o Foot-Ball Club fundado em 1 de janeiro de 1904, vitória do Ingleses por 2 x 0, o esporte logo virou mania entre os cearenses, primeiramente com o surgimento dos clubes de brancos e ricos, em seguida com os clubes populares e operários que ajudaram a transformar o futebol no esporte mais popular do estado.

### Os primórdios do futebol local e a hegemonia do times formados por alunos

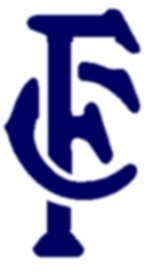
Foot-ball Club, Primeiro time Cearense fundado em 1 de janeiro de 1904

O Foot-Ball Club  manteve suas atividades durante todo o biênio de 1904 e 1905 disputando espaço na cidade com outros times, inclusive fazendo promoções e por algum motivo ainda desconhecido, o time mudou de nome para Clube da Vaca com seus mandos de campo no Passeio Público, sendo a maioria de seus jogos com os tripulantes dos navios que estavam de passagem pela cidade. e logo em seguida encerrou suas atividades, os primeiros times, ligas e associações que surgiam permitiam a participação apenas dos brancos e ricos, no ano seguinte é disputado o primeiro campeonato cearense organizado pelos clubes, a hegemonia entre 1906 a 1910 fica entre o Liceu Foot-Ball Club e o Castelo Football Club, equipes formada por alunos dos colégios Liceu e Castelo, que rivalizam na época com o Ceará Football Club (fundando em 1907) e Cearense Football Club (fundado em 26 de abril de 1908) que disputam o campeonato de 1908.

### Dos times de colégios vencedores ao começo do crescimento do esporte além dos colégios

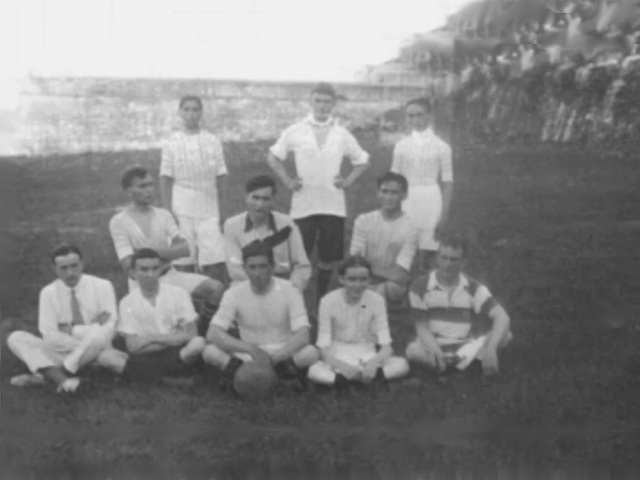
Foot-ball Club de 1904

Em 1911 já existia seis clubes na cidade ativos, porém os historiadores afirmam que a disputa do certame ficaria entre as equipes da Ruas: 24 de Maio e da Barão do Rio Branco, com a chegada de jovens de famílias abastadas que estudavam no exterior e no sul do país, por volta de 1912, o futebol passou a ser praticado cada vez mais. Contudo, a prática desse esporte ainda estava restrita às elites, é fundada a Liga Cearense de Futebol por Alcides Santos com as seguintes equipes : American Football Club (composto por funcionários da London Bank South American), Associação Atlética (fundada no começo de 1912), Ceará Football Club, Cearense Football Club, Rio Negro Football Club (sendo o vencedor), English Team e Stella Foot-Ball Club que no dia 24 de junho no jogo entre eles destaque para a marca da bola que veio da Inglaterra para o jogo: Bola Olympique.

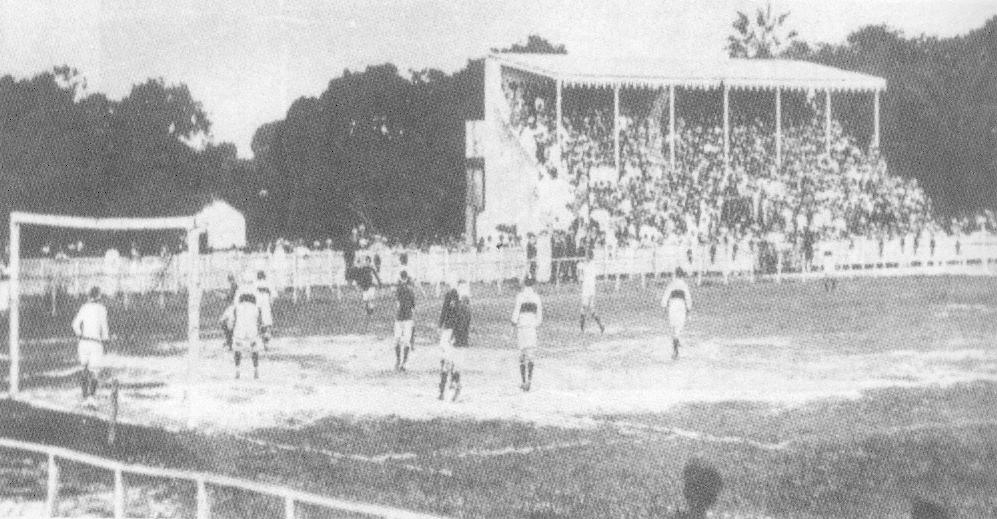
Torneio Início de 1927 no Campo do Prado

Com o crescimento do futebol local, para as disputas da temporada de futebol de 1913 é inaugurado o Stadium Sport Cearense, mais conhecido como Campo do Prado, tendo como partida inaugural o jogo entre Hespéria Athletic Club e Stella Foot-Ball Club. O placar final da partida foi de 0 a 0. Presente no jogo inaugural o Sr. Coronel Guilherme Rocha deu o pontapé inicial. Mais tarde sendo adquirido pela Liga, o estádio, apesar de toda a precariedade do campo, foi um importantíssimo passo para a melhoria da organização do futebol cearense, pois foi a primeira praça esportiva dedicada exclusivamente ao futebol. Participaram do certame: English Team, Stella Foot-Ball Club, Hespéria Athletic Club e Rio Negro Football Club, bicampeão invicto. No ano seguinte disputam as mesmas equipes o estadual com a inclusão do Rio Branco, e este ficou com o título do campeonato cearense.
A Liga Cearense de Football com inclusão do Maranguape (primeira equipe filiada a não ser da capital) passa a se denominar de Liga Metropolitana em 30 de maio de 1915, tendo como presidente o Dr. Heitor Augusto Borges e tinha as seguintes equipes filiadas: Maranguape Football Club, Rio Branco, Rio Negro Football Club e Stella, a Liga Metropolitana, tinha tipo uma separação por hierarquização: as equipes dos jovens abastados na primeira divisão e uma segunda divisão por pessoas menor condição financeira, enquanto os jogos da primeira divisão era realizado no Campo do Prado, os da segundona eram na Praça Fernandes Vieira (Atual Praça do Liceu).

### A Associação Desportiva Cearense e o Campo do Alagadiço

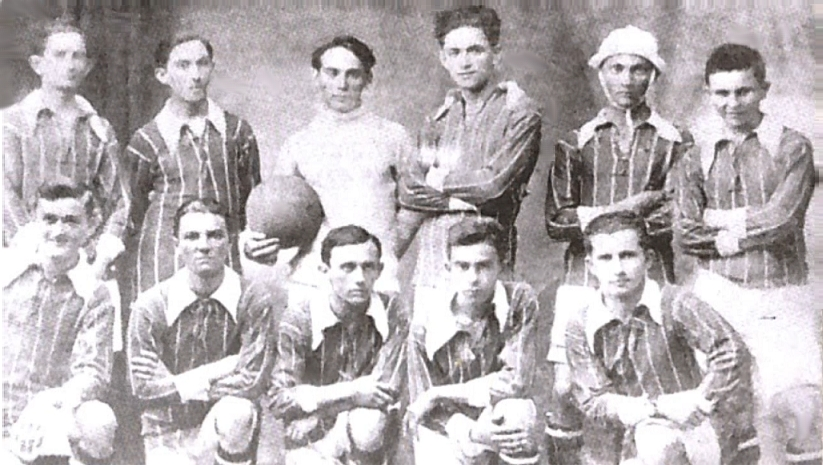
Guarany Foot-Ball Club - década de 1920

Em 1920 aconteceu o primeiro Campeonato Cearense de Futebol, organizado pela Associação Desportiva Cearense, instituição depois denominada Federação Cearense de Desportos e que hoje chama-se Federação Cearense de Futebol.
Em 1921 vieram pro futebol cearense: Vitório, Jurandir Bandeira, Saracura, Cantuária e Pau Amarelo do Pará vieram para o Ceará, o Guarani trouxe jogadores de São Luis e Parnaíba e o América trouxe de Manaus o jogador Canivete.

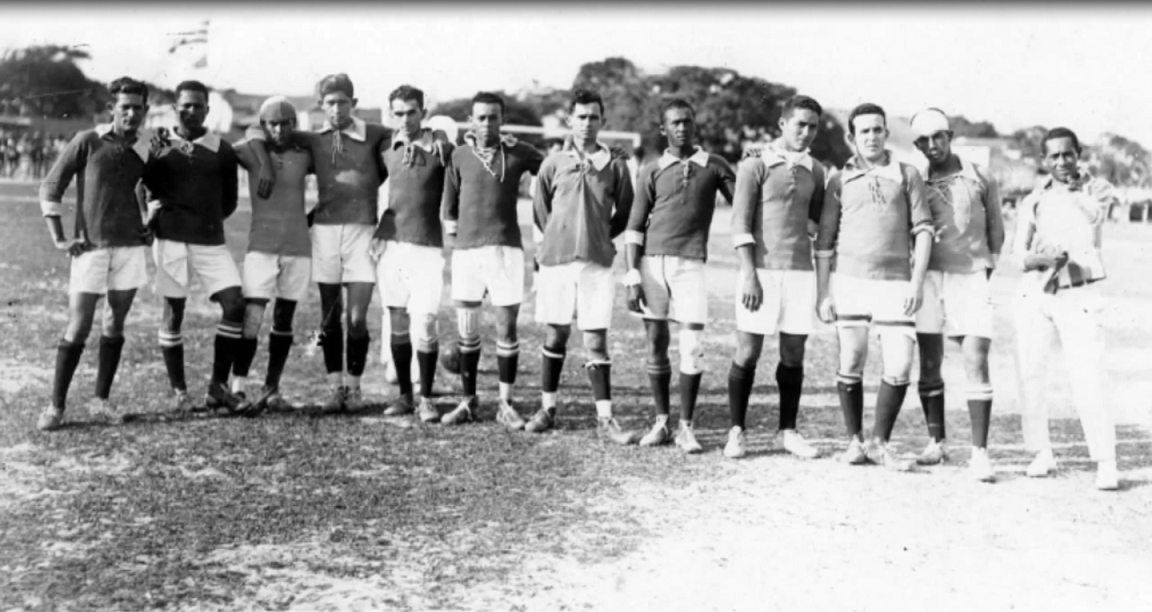
1927: América de Fortaleza

Em 22 de abril de 1923 é inaugurado o Campo do Alagadiço que divide com o Campo do Padro, o palco do futebol cearense, em 1924 surge o Maguary, denominado de o clube dos príncipes e com a extinção do Guarany, a equipe cintanegrina passa a ser o clube de maior torcida no estado, o futebol cearense continua elitista.
Em 5 de junho de 1927 é reformado o Campo do Prado, no primeiro ano, não existia grama, e sim, barro batido, antes das partida aguava-se o campo para diminuir a poeira e uma corda era posta em torno do campo para demarcar o campo, com a reforma foram erguidos uma cerca de madeira para separar torcedores e campo e um pequeno lance de arquibancada, ao seu redor havia uma pista de corrida de cavalos e, para impedir a entrada de penetras, o Prado era cercado por estacas de madeiras e arame farpado. O primeiro jogo noturno do Ceará foi no Campo do Prado, com a inauguração dos refletores no dia 28 de setembro de 1939, com o jogo Ferroviário 2 x 1 Estrela do Mar. Sob o Campo do Prado foram construídos o Estádio Getúlio Vargas e o Instituto Federal do Ceará (IFCE), antiga Escola Técnica, foi o palco maior do estadual até 1941, juntamente com o Campo do Alagadiço construído pela ADC nas proximidades onde fica atualmente a Igreja de São Gerardo na Avenida Bezerra de Menezes.
Em 1928, conforme o estatuto da ADC, o Fortaleza ficou com direito ao troféu definitivo, pois foi a primeira equipe ser campeã por 3 anos consecutivos pela ADC. O primeiro time popular foi o Cutuba e depois o Brasil (que era formado por ex-atletas do Cutuba).

### A influência da capital federal, os times operários, times militares  e o time meteoro

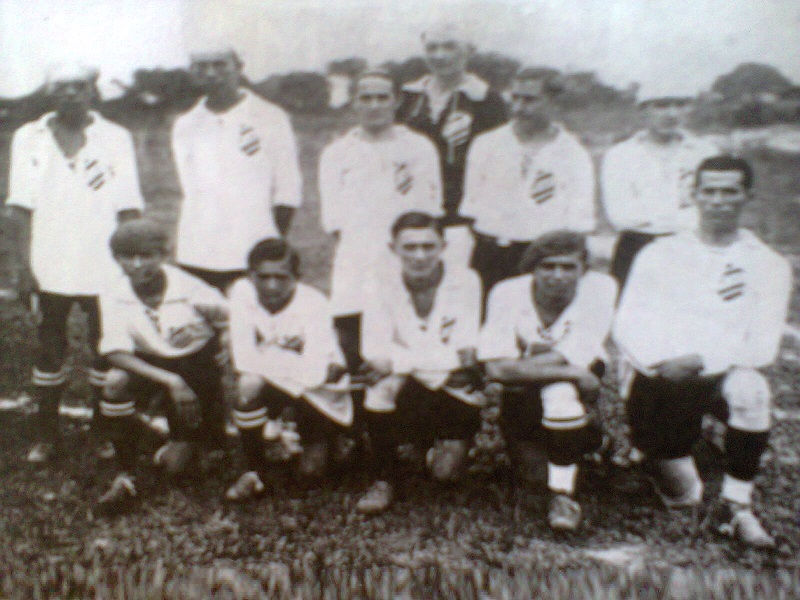
Orion Campeão Cearense

Surge no futebol cearense times que homenageiam as equipes cariocas: Bangu, Botafogo, Flamengo (O Leão do Subúrbio) e Esporte Flamengo, Sport Fluminense, Sam Christovam e América.

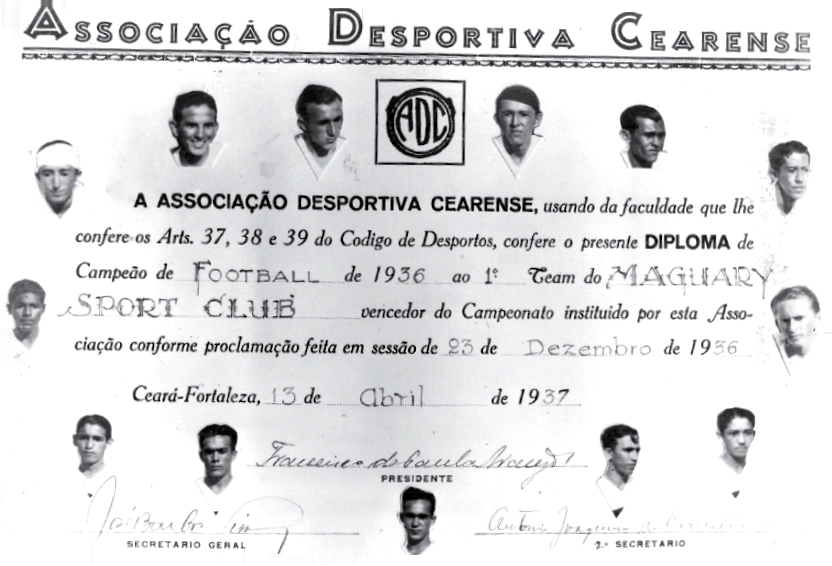
Diploma de Campeão Cearense

Em 1919 o Olímpico Football Club é fundado por trabalhadores da Rede de Viação Cearense (RVC) depois vindo o Ferroviário (forjado também por ferroviários dessa mesma companhia estatal) que era a fusão dos times amadores Matapasto e Jurubeba. Da união dos funcionários da Ceará Tramway Light Co é fundado o Tramways campeão cearense de 1940, o Graphico Esporte Clube, dos funcionários da Indústria Têxtil Siqueira Gurgel Companhia Limitada surge o Usina Ceará vice-campeão estadual de 1956, 1957,1961 e 1962, Nacional (time dos Correios e Telégrafos), Sem Rival (Organizado pelos associados da Sociedade Fênix Caxeiral), Volante dos motoristas da praça de Fortaleza, começando a popularização do Futebol Cearense.

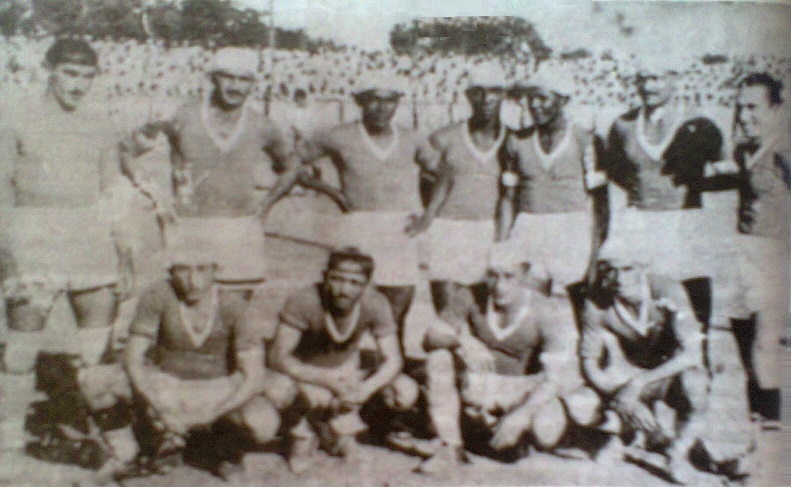
Estrela do Mar o time dos marinheiros dos Cais do Porto

Na década de 1930 é fundando o Estrela do Mar (Time dos marinheiros do cais do porto) vice-campeão cearense de 1939 e o Duque de Caxias Foot-Ball Club fundado no 23º Batalhão de Caçadores do Exército Brasileiro e depois na Base Aérea de Fortaleza o Calouros do Ar Futebol Clube.
O Orion, surgiu como um time meteoro fundado no final do ano de 1929 campeão estadual em 1930, do Torneio Início do Campeonato Cearense em 1931, quando caminhava para o bicampeonato, a ADC o prejudica fazendo a equipe protestar e não ir a campo, a diferença era de um ponto para o vice: Ceará, no qual a ADC declara campeão para não mais voltar.

### O profissionalismo e a popularização no Futebol local

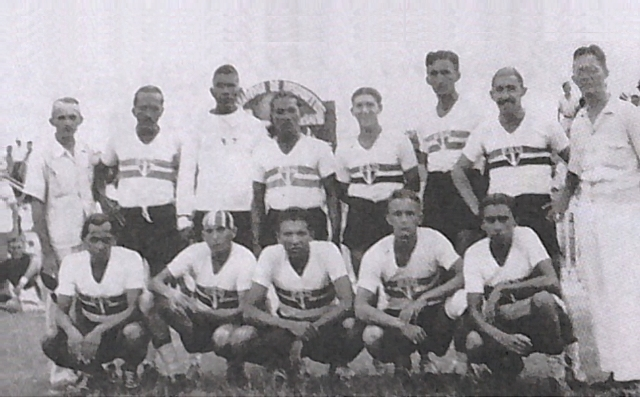
Ferroviário de 1947

O profissionalismo começa no eixo Rio-São Paulo, chegando ao futebol cearense pelo Ferroviário Atlético Clube, que conquistou o direito de disputar a Primeira Divisão de 1938 (que contou com 12 clubes participantes). O Ferroviário inaugura o profissionalismo atraindo jogadores com um emprego na Rede Ferroviária, sendo o zagueiro Popó vindo de Pernambuco e Joaquim Mamede os primeiros jogadores profissionais do estado. A não entrada ao profissionalismo juntamente com a perda do tricampeonato fez o Maguari desativar o seu departamento de futebol.

### A Era PV

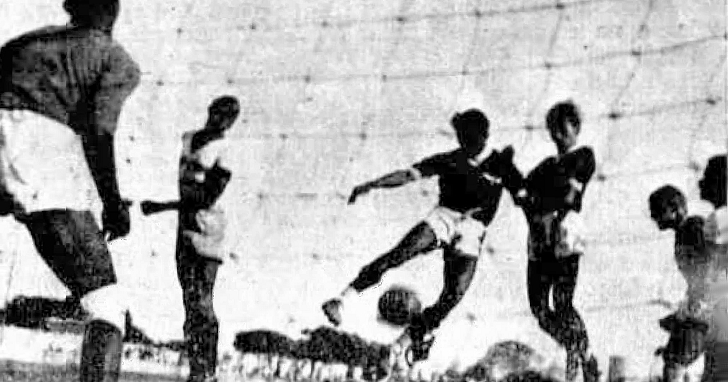
Chinês e o primeiro gol no Estádio Getúlio Vargas na década de 1940

Em 1939 é o ano da primeira transmissão de futebol no estado por José Cabral de Araújo, os primeiros cronistas são: Gilberto Câmara do Correio do Ceará e Antônio de Carvalho Siqueira.
O Estádio Getúlio Vargas teve sua pedra fundamental lançada no dia 13 de agosto de 1939, representou a modernização do futebol cearense, construído pela prefeitura municipal com acomodações super modernas para a época como: arquibancadas de madeira, iluminação noturna, uma cerca separando a torcida do campo e, pela primeira vez no estado, um campo com gramado. Sua inauguração ocorreu no dia 14 de setembro de 1941 somente com desfiles e show artísticos. O primeiro jogo ocorre  uma semana depois, em 21 de setembro de 1941, com a partida Ferroviário 1 x 0 Tramways-PE. Após queda do presidente passa a ser chamado de Estádio Municipal e com a volta do político passa a ser chamado de Estádio Presidentes Vargas.

#### Estádio Américo Picanço
Inaugurado em 1944, o Estádio Américo Picanço mais conhecido como campo do América. Foi sede de partidas do Campeonato Cearense de 1945 á 1951. Em 2014 é reinaugurado pela prefeitura de Fortaleza.

### A ditadura, o futebol empresa e o fechamento do Estádio Coronel Teófilo Gurgel e os clubes sociais
No ano de 1951 atua pelo América, Canhoteiro que depois viria ser ídolo do São Paulo e seleção como lateral esquerdo. O campeão da segundona de 1951 Usina Ceará o time-empresa da Fábrica Siqueira Gurgel e do Deputado Federal Moisés Pimentel, um dos homens mais ricos do estado a época, estreia na primeirona de 1952 com seu Estádio Coronel Teófilo Gurgel inaugurado em 13 de junho de 1952, o presidente da equipe teve cassado o mandato de deputado federal e faliu com as perseguições movidas pelos militares durante o regime militar fechando as portas em 1965..
Nos anos 1960, os clubes investem em sedes sociais, Fortaleza e América são os mais populares no setor, os americanos ergue-se uma sede social na Avenida Dom Manuel frequentado pela boa juventude , no comando um grupo de empresários (Aécio de Borba, José Lino da Silveira, Livio Amaro, Marcílio Browne e João de Borba) fazendo o time campeão cearense de 1966, com a queda dos clubes sociais na década de 1970, tem seu declínio.

### A Era dos novos estádios: Castelão e Romeirão
Com o crescimento da cidade e do estado, faltava ainda um estádio de grande porte, assim, em 11 de novembro de 1973 foi inauguração pelo governador Cesar Cals de Oliveira Filho , na solenidade de estreia 600 alunas do Colégio Justiniano de Serpa e do Instituto de Educação proporcionaram um exibição de ginástica rítmica que precedeu o clássico concluídos com os dois lances laterais de arquibancadas, o Estádio Plácido Castelo teve de partida inaugural o jogo Ceará 0 x 0 Fortaleza, para um público de mais de 70.000 pessoas.
Em 1980 com a vinda do Papa João Paulo II foi construindo os lances de arquibancada atrás dos gols passando a ter a capacidade de 110.000, sendo o maior público de sua história, não foi registrado em um evento futebolístico, mas sim durante a visita do papa, quando mais de 120 mil fiéis compareceram ao estádio, sendo completamente reformado para abrigar os jogos da Copa do Mundo de 2014. Geraldino Saravá é o maior artilheiro com 98 gols.
O Estádio Mauro Sampaio, foi construído pelo então prefeito Mauro Sampaio, o Romeirão foi inaugurado em meio às comemorações do dia do trabalho de 1970, num jogo entre Fortaleza x Cruzeiro, vencido pelo time mineiro pelo placar de 3 a 0. O primeiro gol do estádio foi marcado por Natal, até então não existia equipe profissional em Juazeiro do Norte, sendo apenas utilizado pela Liga Desportiva Juazeirense para realização do Campeonato Municipal (torneio amador). Em 1973, com a profissionalização do Icasa, fundado por José Feijó de Sanas dono da empresa algodoeira Indústria Cearense de Algodão S/A com o lema: A força surgida do Algodão, o estádio passou a sediar jogos oficiais. No ano seguinte foi a vez do Guarani se profissionalizar.
O recorde de público no Romeirão foi registrado em 27 de novembro de 1977, num amistoso entre um combinado das equipes locais (Icasa e Guarani), e a equipe carioca Fluminense para o público de 24 mil pessoas com empate de 2 a 2 entre as equipes, seu maior artilheiro é Geraldino Saravá com 72 gols marcados.

### O retorno dos acessos
Depois do Riachuelo em 1915, Hésperia em 1916, América em 1920, Ferroviário em 1937, o Luso em 1943, o Usina Ceará em 1951, o Tiradentes campeão da segundona de 1963 a 1965, mas por não preencher os requisitos exigidos pela federação só estreia na primeira em 1969, com o título da segundona de 1968, já o campeão da segundona de 65, o Guarany nome em homenagem a Antônio Guarany Mont'Alverne, primeiro sobralense a se tornar médico, estreia já no ano seguinte no estadual.

## Organização

Stella Foot-Ball Club -de 1914, em pé da esquerda para direita: Diógenes Vasconcelos, Pedro Albano, Oscar Loureiro, José Raimundo Costa, Atualpa Alencar, José Silveira, José Bruno Fiúza, João da Frota Gentil, Paulo Bruno Fiúza e Aleardo Costa Sousa. Sentados : Adriano Martins, Paraense e Ademar.

Entre 1906 e 1911 a competição foi organizado pelos clubes, sendo a hegemonia disputada entre o Liceu Foot-Ball Club e o Castelo Football Club equipes formada por alunos dos colégios Liceu e Castelo. Em 1911 a disputa ficaria entre as equipes da Ruas: 24 de Maio e da Barão do Rio Branco. Em 1912 é fundada a Liga Cearense de Futebol por Alcides Santos com as seguintes equipes – American Football Club (composto por funcionários da London Bank South American), Associação Atlética (fundada no começo de 1912), Ceará Football Club, Cearense Football Club, Fortaleza Sporting Club e o Rio Negro Football Club, em 30 de maio de 1915 passa a se chamar Liga Metropolitana Cearense de Futebol, tendo como presidente o Dr. Heitor Augusto Borges e tinha as seguintes equipes filiadas: Maranguape Football Club, Rio Branco, Rio Negro Football Club e Stella.

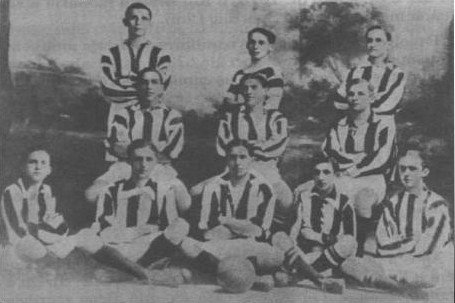
Ceará, Campeão Cearense de 1915

Em 1920 aconteceu o primeiro Campeonato Cearense de Futebol, organizado pela Associação Desportiva Cearense, instituição depois denominada Federação Cearense de Desportos e que hoje chama-se Federação Cearense de Futebol.
Resumidamente, a ordem cronológica das entidades responsáveis pela organização do campeonato segue com
- Organizado pelos clubes (1906 a 1911)
- Liga Cearense de Futebol (1912 a 1914)
- Liga Metropolitana Cearense de Futebol (1915 a 1919)
- Associação Desportiva Cearense (1920 a 1940)
- Federação Cearense de Desportos (1941 a 1972)
- Federação Cearense de Futebol (desde 1973)

## Participantes em 2024
| Equipe            | Cidade    | Em 2023      | Estádio (capacidade)       | Títulos             |
| ----------------- | --------- | ------------ | -------------------------- | ------------------- |
| Atlético Cearense | Fortaleza | 6°           | Presidente Vargas (20.268) | 0 (não possui)      |
| Barbalha          | Barbalha  | 8°           | Lírio Callou (3.000)       | 0 (não possui)      |
| Caucaia           | Caucaia   | 7°           | Raimundão (10.000)         | 0 (não possui)      |
| Ceará             | Fortaleza | 2°           | Arena Castelão (63.903)    | 46 (último em 2024) |
| Ferroviário       | Fortaleza | 4°           | Presidente Vargas (20.268) | 9 (último em 1995)  |
| Floresta          | Fortaleza | 2° (Série B) | Presidente Vargas (20.268) | 0 (não possui)      |
| Fortaleza         | Fortaleza | 1°           | Arena Castelão (63.903)    | 46 (último em 2023) |
| Horizonte         | Horizonte | 1° (Série B) | Domingão (10.500)          | 0 (não possui)      |
| Iguatu            | Iguatu    | 3°           | Morenão (3.300)            | 0 (não possui)      |
| Maracanã          | Maracanaú | 5°           | Almir Dutra (18.000)       | 0 (não possui)      |

## Regulamento de 2024
O Campeonato de 2024 será disputado em quatro fases, a saber: Primeira Fase, Quartas de final, Semifinal e Final, além de uma fase de Quadrangular contra o Rebaixamento.
Na Primeira Fase, todos os clubes participantes serão divididos em 2 grupos de 5 equipes cada. Cada equipe irá enfrentar as outras do outro grupo, em turno único, totalizando 5 rodadas. As 5 equipes mais bem posicionadas no Ranking da FCF terão direito a mando de campo em 3 rodadas, enquanto as demais terão direito de mando de campo em 2 rodadas. O 1º colocado de cada grupo classifica-se diretamente à Semifinal, enquanto 2º e 3º colocados de cada grupo se classificam às Quartas de Final, e os dois últimos de cada se classificam para o Quadrangular contra o Rebaixamento.
No Quadrangular, as 4 equipes classificadas serão colocadas em grupo único. Cada equipe irá enfrentar as outras do grupo em turno e returno, totalizando 6 rodadas, com as equipes classificadas na 4ª colocação na Primeira Fase tendo mando de campo na última rodada. Os dois últimos colocados descenderão para a Série B de 2025.
Em caso de empate na pontuação final, na Primeira Fase ou no Quadrangular contra o Rebaixamento, o desempate será feito observando os critérios abaixo:
1. Maior número de vitórias;
2. Maior saldo de gols;
3. Maior número de gols pró;
4. Menor número de cartões vermelhos recebidos;
5. Menor número de cartões amarelos recebidos;
6. Sorteio.

As Quartas de Final serão disputadas em ida e volta, com mando de campo na volta para a equipe de melhor campanha na Primeira Fase, com os seguintes confrontos:
- Grupo C – 2º Colocado do Grupo A x 3º Colocado do Grupo A
- Grupo D – 2º Colocado do Grupo B x 3º Colocado do Grupo B

As Semifinais serão disputadas em partidas de ida e volta, com mando de campo na volta para a equipe de melhor campanha na Primeira Fase, com os seguintes confrontos:
- Grupo E – 1º Colocado do Grupo A x Vencedor Grupo C
- Grupo F – 1º Colocado do Grupo B x Vencedor Grupo D

A Final será disputada em ida e volta, com mando de campo na volta para a equipe de melhor campanha considerando as partidas disputadas na Primeira Fase e na Semifinal, com o seguinte confronto:
- Grupo G – Vencedor Grupo E x Vencedor Grupo F

Nas Quartas de Final, Semifinal e Final, em caso de empate em pontos ao final da partida de volta, o desempate será feito observando os critérios abaixo:
1. Maior saldo de gols;
2. Disputa de pênaltis.

Ao clube vencedor da Final será atribuído o título de Campeão Cearense da Série A de 2024. O time melhor posicionado na Classificação Geral, dentre aqueles que não sejam sediados em Fortaleza, receberá o título de Campeão Cearense do Interior, recebendo a Taça Padre Cícero. A equipe de melhor campanha na Primeira Fase receberá o título de campeã da Taça Pedro Basílio de 2024. As vagas em competições nacionais e regionais serão distribuídas conforme os seguintes critérios:
- Copa do Brasil 2025 (2 vagas): Campeão e vice-campeão estadual.
- Série D 2025 (3 vagas): Equipes mais bem posicionadas na Classificação Geral, excluindo Ceará e Fortaleza [nota 2].
- Copa do Nordeste 2025: A definir, a partir da Classificação Geral, com base nos critérios a serem divulgados posteriormente pela CBF.

### Direitos de transmissão
A edição de 2024 teve transmissão do Canal GOAT, no Youtube e da TV Verdes Mares, da Rede Globo.

## Campeões
| Edição | Ano  | Campeão | Vice-campeão                            | Terceiro colocado                       | Artilheiro(s)                                                               | Gols |
| ------ | ---- | --- | --------------------------------------- | --------------------------------------- | --------------------------------------------------------------------------- | ---- |
| 1ª     | 1915 | Ceará (Fortaleza) (1)                                                                                            | Indefinido                              |                                         |                                                                             |      |
| 2ª     | 1916 | Ceará (Fortaleza) (2)                                                                                            | Indefinido                              |                                         |                                                                             |      |
| 3ª     | 1917 | Ceará (Fortaleza) (3)                                                                                            | Indefinido                              |                                         |                                                                             |      |
| 4ª     | 1918 | Ceará (Fortaleza) (4)                                                                                            | Indefinido                              |                                         |                                                                             |      |
| 5ª     | 1919 | Ceará (Fortaleza) (5)                                                                                            | Indefinido                              |                                         |                                                                             |      |
| 6ª     | 1920 | Fortaleza (Fortaleza) (1)                                                                                        | Guarany (Fortaleza)                     | Bangu (Fortaleza)                       | Humberto Ribeiro (Fortaleza)                                                | 11   |
| 7ª     | 1921 | Fortaleza (Fortaleza) (2)                                                                                        | Guarany (Fortaleza)                     | Botafogo (Fortaleza)                    | Juracy (Fortaleza)                                                          | 13   |
| 8ª     | 1922 | Ceará (Fortaleza) (6)                                                                                            | Fortaleza (Fortaleza)                   | Guarany (Fortaleza)                     | Walter Barroso (Ceará)                                                      | 14   |
| 9ª     | 1923 | Fortaleza (Fortaleza) (3)                                                                                        | América-CE (Fortaleza)                  | Guarany (Fortaleza)                     | Juracy (Fortaleza)                                                          | 11   |
| 10ª    | 1924 | Fortaleza (Fortaleza) (4)                                                                                        | Ceará (Fortaleza)                       | América-CE (Fortaleza)                  | Juracy (Fortaleza)                                                          | 12   |
| 11ª    | 1925 | Ceará (Fortaleza) (7)                                                                                            | Fortaleza (Fortaleza)                   | Guarany (Fortaleza)                     | Pau Amarelo (Ceará)                                                         | 16   |
| 12ª    | 1926 | Fortaleza (Fortaleza) (5)                                                                                        | Guarany (Fortaleza)                     | Ceará (Fortaleza)                       | Antônio Oliveira (Fortaleza)                                                | 11   |
| 13ª    | 1927 | Fortaleza (Fortaleza) (6)                                                                                        | Fluminense (Fortaleza)                  | Maguari-CE (Fortaleza)                  | Humberto Ribeiro (Fortaleza)                                                | 9    |
| 14ª    | 1928 | Fortaleza (Fortaleza) (7)                                                                                        | Maguari-CE (Fortaleza)                  | Ceará (Fortaleza)                       | Humberto Ribeiro (Fortaleza)                                                | 12   |
| 15ª    | 1929 | Maguari-CE (Fortaleza) (1)                                                                                       | Fortaleza (Fortaleza)                   | Guarany (Fortaleza)                     | Barroso (Maguari-CE)                                                        | 10   |
| 16ª    | 1930 | Orion (Fortaleza) (1)                                                                                            | Maguari-CE (Fortaleza)                  | Ceará (Fortaleza)                       |                                                                             |      |
| 17ª    | 1931 | Ceará (Fortaleza) (8)                                                                                            | Orion (Fortaleza)                       | Maguari-CE (Fortaleza)                  | Fernum(Ceará)                                                               | 14   |
| 18ª    | 1932 | Ceará (Fortaleza) (9)                                                                                            | Maguari-CE (Fortaleza)                  | Fortaleza (Fortaleza)                   | Fernum (Ceará)                                                              | 12   |
| 19ª    | 1933 | Fortaleza (Fortaleza) (8)                                                                                        | Ceará (Fortaleza)                       | Maguari-CE (Fortaleza)                  | Bila (Fortaleza)                                                            | 12   |
| 20ª    | 1934 | Fortaleza (Fortaleza) (9)                                                                                        | América-CE (Fortaleza)                  | Maguari-CE (Fortaleza)                  | Bila (Fortaleza)                                                            | 16   |
| 21ª    | 1935 | América-CE (Fortaleza) (1)                                                                                       | Maguari-CE (Fortaleza)                  | Ceará (Fortaleza)                       | Mundico (América-CE)                                                        | 11   |
| 22ª    | 1936 | Maguari-CE (Fortaleza) (2)                                                                                       | Fortaleza (Fortaleza)                   | Ceará (Fortaleza)                       | Mundico (Maguari-CE)                                                        | 9    |
| 23ª    | 1937 | Fortaleza (Fortaleza) (10)                                                                                       | Maguari-CE (Fortaleza)                  | Ceará (Fortaleza)                       | Mundico (Fortaleza)                                                         | 9    |
| 24ª    | 1938 | Fortaleza (Fortaleza) (11)                                                                                       | Maguari-CE (Fortaleza)                  | América-CE (Fortaleza)                  | Mundico (Fortaleza)                                                         | 28   |
| 25ª    | 1939 | Ceará (Fortaleza) (10)                                                                                           | Estrela do Mar (Fortaleza)              | Peñarol (Fortaleza)                     | Luizinho (Maguari-CE)                                                       | 19   |
| 26ª    | 1940 | Tramways (Fortaleza) (1)                                                                                         | Ferroviário (Fortaleza)                 | Ceará (Fortaleza)                       | França (Fortaleza)                                                          | 13   |
| 27ª    | 1941 | Ceará (Fortaleza) (11)                                                                                           | Fortaleza (Fortaleza)                   | Maguari-CE (Fortaleza)                  | França (Ceará)                                                              | 11   |
| 28ª    | 1942 | Ceará (Fortaleza) (12)                                                                                           | Ferroviário (Fortaleza)                 | Maguari-CE (Fortaleza)                  | França (Ceará)                                                              | 20   |
| 29ª    | 1943 | Maguari-CE (Fortaleza) (3)                                                                                       | Ceará (Fortaleza)                       | Ferroviário (Fortaleza)                 | Pirão (Ceará) Mário Negrin (Ferroviário)                                    | 8    |
| 30ª    | 1944 | Maguari-CE (Fortaleza) (4)                                                                                       | Fortaleza (Fortaleza)                   | Ferroviário (Fortaleza)                 | Ubaldo (Maguari-CE)                                                         | 15   |
| 31ª    | 1945 | Ferroviário (Fortaleza) (1)                                                                                      | Maguari-CE (Fortaleza)                  | Fortaleza (Fortaleza)                   | Jombrega (Maguari-CE)                                                       | 8    |
| 32ª    | 1946 | Fortaleza (Fortaleza) (12)                                                                                       | Ferroviário (Fortaleza)                 | Ceará (Fortaleza)                       | França (Fortaleza)                                                          | 11   |
| 33ª    | 1947 | Fortaleza (Fortaleza) (13)                                                                                       | Ferroviário (Fortaleza)                 | Ceará (Fortaleza)                       | Manuel de Ferro (Ferroviário) França (Fortaleza)                            | 12   |
| 34ª    | 1948 | Ceará (Fortaleza) (13)                                                                                           | América-CE (Fortaleza)                  | Fortaleza (Fortaleza)                   | Alfredinho (Ceará)                                                          | 29   |
| 35ª    | 1949 | Fortaleza (Fortaleza) (14)                                                                                       | Ferroviário (Fortaleza)                 | Ceará (Fortaleza)                       | Antonino (Fortaleza)                                                        | 10   |
| 36ª    | 1950 | Ferroviário (Fortaleza) (2)                                                                                      | Fortaleza (Fortaleza)                   | Ceará (Fortaleza)                       | Antonino (Fortaleza)                                                        | 11   |
| 37ª    | 1951 | Ceará (Fortaleza) (14)                                                                                           | Ferroviário (Fortaleza)                 | Fortaleza (Fortaleza)                   | Antonino (Ceará)                                                            | 13   |
| 38ª    | 1952 | Ferroviário (Fortaleza) (3)                                                                                      | Ceará (Fortaleza)                       | Fortaleza (Fortaleza)                   | Moésio (Fortaleza)                                                          | 10   |
| 39ª    | 1953 | Fortaleza (Fortaleza) (15)                                                                                       | Ferroviário (Fortaleza)                 | Calouros do Ar (Fortaleza)              | Moésio (Fortaleza)                                                          | 18   |
| 40ª    | 1954 | Fortaleza (Fortaleza) (16)                                                                                       | América-CE (Fortaleza)                  | Ceará (Fortaleza)                       | Moésio (Fortaleza)                                                          | 11   |
| 41ª    | 1955 | Calouros do Ar (Fortaleza) (1)                                                                                   | Ferroviário (Fortaleza)                 | Ceará (Fortaleza)                       | Mourão (América-CE)                                                         | 11   |
| 42ª    | 1956 | Gentilândia (Fortaleza) (1)                                                                                      | Usina Ceará (Fortaleza)                 | Calouros do Ar (Fortaleza)              | Luís Martins (Usina Ceará)                                                  | 10   |
| 43ª    | 1957 | Ceará (Fortaleza) (15)                                                                                           | Usina Ceará (Fortaleza)                 | Fortaleza (Fortaleza)                   | Pacoti (Ferroviário)                                                        | 24   |
| 44ª    | 1958 | Ceará (Fortaleza) (16)                                                                                           | Fortaleza (Fortaleza)                   | Ferroviário (Fortaleza)                 | Zé de Melo (Ferroviário)                                                    | 21   |
| 45ª    | 1959 | Fortaleza (Fortaleza) (17)                                                                                       | Ceará (Fortaleza)                       | Usina Ceará (Fortaleza)                 | Bececê (Fortaleza)                                                          | 21   |
| 46ª    | 1960 | Fortaleza (Fortaleza) (18)                                                                                       | Ferroviário (Fortaleza)                 | Calouros do Ar (Fortaleza)              | Juarez (Calouros do Ar)                                                     | 14   |
| 47ª    | 1961 | Ceará (Fortaleza) (17)                                                                                           | Usina Ceará (Fortaleza)                 | Fortaleza (Fortaleza)                   | Gildo (Ceará)                                                               | 15   |
| 48ª    | 1962 | Ceará (Fortaleza) (18)                                                                                           | Usina Ceará (Fortaleza)                 | Fortaleza (Fortaleza)                   | Haroldo Castelo Branco (Fortaleza)                                          | 31   |
| 49ª    | 1963 | Ceará (Fortaleza) (19)                                                                                           | Ferroviário (Fortaleza)                 | Fortaleza (Fortaleza)                   | Gildo (Ceará)                                                               | 16   |
| 50ª    | 1964 | Fortaleza (Fortaleza) (19)                                                                                       | Ceará (Fortaleza)                       | América-CE (Fortaleza)                  | Mozart (Fortaleza)                                                          | 20   |
| 51ª    | 1965 | Fortaleza (Fortaleza) (20)                                                                                       | Ceará (Fortaleza)                       | América-CE (Fortaleza)                  | Fernando Carlos (América-CE)                                                | 18   |
| 52ª    | 1966 | América-CE (Fortaleza) (2)                                                                                       | Ceará (Fortaleza)                       | Fortaleza (Fortaleza)                   | Croinha (Fortaleza)                                                         | 15   |
| 53ª    | 1967 | Fortaleza (Fortaleza) (21)                                                                                       | Ferroviário (Fortaleza)                 | América-CE (Fortaleza)                  | Wilson (América-CE) Croinha (Fortaleza)                                     | 12   |
| 54ª    | 1968 | Ferroviário (Fortaleza) (4)                                                                                      | Fortaleza (Fortaleza)                   | Calouros do Ar (Fortaleza)              | Célio (Calouros do Ar)                                                      | 9    |
| 55ª    | 1969 | Fortaleza (Fortaleza) (22)                                                                                       | Ceará (Fortaleza)                       | Ferroviário (Fortaleza)                 | Erandir (Fortaleza)                                                         | 15   |
| 56ª    | 1970 | Ferroviário (Fortaleza) (5)                                                                                      | Ceará (Fortaleza)                       | Guarany de Sobral (Sobral)              | Paraíba (Guarany de Sobral)                                                 | 15   |
| 57ª    | 1971 | Ceará (Fortaleza) (20)                                                                                           | Fortaleza (Fortaleza)                   | Ferroviário (Fortaleza)                 | Victor (Ceará)                                                              | 26   |
| 58ª    | 1972 | Ceará (Fortaleza) (21)                                                                                           | Fortaleza (Fortaleza)                   | Maguari-CE (Fortaleza)                  | Da Costa (Ceará)                                                            | 18   |
| 59ª    | 1973 | Fortaleza (Fortaleza) (23)                                                                                       | Ceará (Fortaleza)                       | Ferroviário (Fortaleza)                 | Marciano (Fortaleza)                                                        | 17   |
| 60ª    | 1974 | Fortaleza (Fortaleza) (24)                                                                                       | Ceará (Fortaleza)                       | Ferroviário (Fortaleza)                 | Beijoca (Fortaleza)                                                         | 26   |
| 61ª    | 1975 | Ceará (Fortaleza) (22)                                                                                           | Fortaleza (Fortaleza)                   | Ferroviário (Fortaleza)                 | Lula (Ferroviário) Haroldo Flecha Ligeira (Fortaleza) Ibsen (Tiradentes-CE) | 8    |
| 62ª    | 1976 | Ceará (Fortaleza) (23)                                                                                           | Fortaleza (Fortaleza)                   | Guarany de Sobral (Sobral)              | Marciano (Fortaleza)                                                        | 34   |
| 63ª    | 1977 | Ceará (Fortaleza) (24)                                                                                           | Fortaleza (Fortaleza)                   | Ferroviário (Fortaleza)                 | Amilton Melo (Fortaleza)                                                    | 24   |
| 64ª    | 1978 | Ceará (Fortaleza) (25)                                                                                           | Fortaleza (Fortaleza)                   | Ferroviário (Fortaleza)                 | Geraldino (Fortaleza)                                                       | 26   |
| 65ª    | 1979 | Ferroviário (Fortaleza) (6)                                                                                      | Fortaleza (Fortaleza)                   | Ceará (Fortaleza)                       | Paulo César (Ferroviário)                                                   | 29   |
| 66ª    | 1980 | Ceará (Fortaleza) (26)                                                                                           | Ferroviário (Fortaleza)                 | Fortaleza (Fortaleza)                   | Marciano (Fortaleza)                                                        | 20   |
| 67ª    | 1981 | Ceará (Fortaleza) (27)                                                                                           | Ferroviário (Fortaleza)                 | Fortaleza (Fortaleza)                   | Marciano (Ceará)                                                            | 27   |
| 68ª    | 1982 | Fortaleza (Fortaleza) (25)                                                                                       | Ferroviário (Fortaleza)                 | Ceará (Fortaleza)                       | Ademir Patrício (Ceará)                                                     | 31   |
| 69ª    | 1983 | Fortaleza (Fortaleza) (26)                                                                                       | Ferroviário (Fortaleza)                 | Ceará (Fortaleza)                       | Luizinho das Arábias (Fortaleza)                                            | 33   |
| 70ª    | 1984 | Ceará (Fortaleza) (28)                                                                                           | Fortaleza (Fortaleza)                   | Guarany de Sobral (Sobral)              | Anselmo (Ceará)                                                             | 28   |
| 71ª    | 1985 | Fortaleza (Fortaleza) (27)                                                                                       | Ceará (Fortaleza)                       | Ferroviário (Fortaleza)                 | Luizinho das Arábias (Ferroviário)                                          | 24   |
| 72ª    | 1986 | Ceará (Fortaleza) (29)                                                                                           | Fortaleza (Fortaleza)                   | Ferroviário (Fortaleza)                 | Rubens Feijão (Ceará)                                                       | 30   |
| 73ª    | 1987 | Fortaleza (Fortaleza) (28)                                                                                       | Ceará (Fortaleza)                       | Ferroviário (Fortaleza)                 | Da Silva (Fortaleza)                                                        | 19   |
| 74ª    | 1988 | Ferroviário (Fortaleza) (7)                                                                                      | Fortaleza (Fortaleza)                   | Tiradentes-CE (Fortaleza)               | Cícero Ramalho (Quixadá)                                                    | 15   |
| 75ª    | 1989 | Ceará (Fortaleza) (30)                                                                                           | Ferroviário (Fortaleza)                 | Tiradentes-CE (Fortaleza)               | Cacau (Ferroviário)                                                         | 21   |
| 76ª    | 1990 | Ceará (Fortaleza) (31)                                                                                           | Fortaleza (Fortaleza)                   | Tiradentes-CE (Fortaleza)               | Hélio (Ceará)                                                               | 14   |
| 77ª    | 1991 | Fortaleza (Fortaleza) (29)                                                                                       | Ceará (Fortaleza)                       | Tiradentes-CE (Fortaleza)               | Sílvio (Fortaleza)                                                          | 18   |
| 78ª    | 1992 | Ceará (Fortaleza) (32) Fortaleza (Fortaleza) (30) Icasa EC (Juazeiro do Norte) (1) Tiradentes-CE (Fortaleza) (1) | Não houve                               | Não houve                               | Osmar (Fortaleza)                                                           | 17   |
| 79ª    | 1993 | Ceará (Fortaleza) (33)                                                                                           | Icasa EC (Juazeiro do Norte)            | Fortaleza (Fortaleza)                   | Elói (Fortaleza)                                                            | 19   |
| 80ª    | 1994 | Ferroviário (Fortaleza) (8)                                                                                      | Ceará (Fortaleza)                       | Guarany de Sobral (Sobral)              | Batistinha (Ferroviário)                                                    | 20   |
| 81ª    | 1995 | Ferroviário (Fortaleza) (9)                                                                                      | Icasa EC (Juazeiro do Norte)            | Ceará (Fortaleza)                       | Robério (Ferroviário)                                                       | 26   |
| 82ª    | 1996 | Ceará (Fortaleza) (34)                                                                                           | Ferroviário (Fortaleza)                 | Fortaleza (Fortaleza)                   | Pintinho (Ceará)                                                            | 22   |
| 83ª    | 1997 | Ceará (Fortaleza) (35)                                                                                           | Fortaleza (Fortaleza)                   | Ferroviário (Fortaleza)                 | Sandro (Fortaleza)                                                          | 39   |
| 84ª    | 1998 | Ceará (Fortaleza) (36)                                                                                           | Ferroviário (Fortaleza)                 | Icasa EC (Juazeiro do Norte)            | Rômulo (Ferroviário)                                                        | 15   |
| 85ª    | 1999 | Ceará (Fortaleza) (37)                                                                                           | Juazeiro-CE (Juazeiro do Norte)         | Fortaleza (Fortaleza)                   | Eron (Fortaleza)                                                            | 24   |
| 86ª    | 2000 | Fortaleza (Fortaleza) (31)                                                                                       | Ceará (Fortaleza)                       | Guarany de Sobral (Sobral)              | Laênio (Guarany de Sobral)                                                  | 18   |
| 87ª    | 2001 | Fortaleza (Fortaleza) (32)                                                                                       | Ceará (Fortaleza)                       | Itapajé (Itapajé)                       | Clodoaldo (Fortaleza)                                                       | 16   |
| 88ª    | 2002 | Ceará (Fortaleza) (38)                                                                                           | Fortaleza (Fortaleza)                   | Maranguape (Maranguape)                 | Sacolé (Atlético Cearense)                                                  | 18   |
| 89ª    | 2003 | Fortaleza (Fortaleza) (33)                                                                                       | Ferroviário (Fortaleza)                 | Maranguape (Maranguape)                 | Clodoaldo (Fortaleza)                                                       | 19   |
| 90ª    | 2004 | Fortaleza (Fortaleza) (34)                                                                                       | Ceará (Fortaleza)                       | AD Limoeiro (Limoeiro do Norte)         | Maurício Pantera (Ferroviário)                                              | 12   |
| 91ª    | 2005 | Fortaleza (Fortaleza) (35)                                                                                       | ADRC Icasa (Juazeiro do Norte)          | Ferroviário (Fortaleza)                 | Alcimar (ADRC Icasa)                                                        | 16   |
| 92ª    | 2006 | Ceará (Fortaleza) (39)                                                                                           | Fortaleza (Fortaleza)                   | ADRC Icasa (Juazeiro do Norte)          | Rinaldo (Fortaleza)                                                         | 19   |
| 93ª    | 2007 | Fortaleza (Fortaleza) (36)                                                                                       | ADRC Icasa (Juazeiro do Norte)          | Ceará (Fortaleza)                       | Rinaldo (Fortaleza) Carlos Alberto (Maranguape)                             | 14   |
| 94ª    | 2008 | Fortaleza (Fortaleza) (37)                                                                                       | ADRC Icasa (Juazeiro do Norte)          | Horizonte (Horizonte)                   | Esquerdinha (Boa Viagem) Paulo Isidoro (Fortaleza)                          | 14   |
| 95ª    | 2009 | Fortaleza (Fortaleza) (38)                                                                                       | Ceará (Fortaleza)                       | Ferroviário (Fortaleza)                 | Marcelo Nicácio (Fortaleza)                                                 | 13   |
| 96ª    | 2010 | Fortaleza (Fortaleza) (39)                                                                                       | Ceará (Fortaleza)                       | Guarany de Sobral (Sobral)              | Júnior Cearense (Horizonte)                                                 | 12   |
| 97ª    | 2011 | Ceará (Fortaleza) (40)                                                                                           | Guarani de Juazeiro (Juazeiro do Norte) | Fortaleza (Fortaleza)                   | Marcelo Nicácio (Ceará)                                                     | 16   |
| 98ª    | 2012 | Ceará (Fortaleza) (41)                                                                                           | Fortaleza (Fortaleza)                   | Horizonte (Horizonte)                   | Felipe Azevedo (Ceará)                                                      | 16   |
| 99ª    | 2013 | Ceará (Fortaleza) (42)                                                                                           | Guarany de Sobral (Sobral)              | ADRC Icasa (Juazeiro do Norte)          | Giancarlo (Ferroviário)                                                     | 19   |
| 100ª   | 2014 | Ceará (Fortaleza) (43)                                                                                           | Fortaleza (Fortaleza)                   | ADRC Icasa (Juazeiro do Norte)          | Robert (Fortaleza)                                                          | 21   |
| 101ª   | 2015 | Fortaleza (Fortaleza) (40)                                                                                       | Ceará (Fortaleza)                       | ADRC Icasa (Juazeiro do Norte)          | Assisinho (Ceará) Núbio Flávio (Icasa)                                      | 10   |
| 102ª   | 2016 | Fortaleza (Fortaleza) (41)                                                                                       | Atlético Cearense (Fortaleza)           | Guarani de Juazeiro (Juazeiro do Norte) | Anselmo (Fortaleza)                                                         | 11   |
| 103ª   | 2017 | Ceará (Fortaleza) (44)                                                                                           | Ferroviário (Fortaleza)                 | Fortaleza (Fortaleza)                   | Leilson (Guarani de Juazeiro)                                               | 9    |
| 104ª   | 2018 | Ceará (Fortaleza) (45)                                                                                           | Fortaleza (Fortaleza)                   | Floresta (Fortaleza)                    | Gustavo (Fortaleza)                                                         | 15   |
| 105ª   | 2019 | Fortaleza (Fortaleza) (42)                                                                                       | Ceará (Fortaleza)                       | Floresta (Fortaleza)                    | Édson Cariús (Ferroviário)                                                  | 10   |
| 106ª   | 2020 | Fortaleza (Fortaleza) (43)                                                                                       | Ceará (Fortaleza)                       | Ferroviário (Fortaleza)                 | Wandson (Atlético Cearense)                                                 | 8    |
| 107ª   | 2021 | Fortaleza (Fortaleza) (44)                                                                                       | Ceará (Fortaleza)                       | Ferroviário (Fortaleza)                 | Olávio (Atlético Cearense)                                                  | 14   |
| 108ª   | 2022 | Fortaleza (Fortaleza) (45)                                                                                       | Caucaia (Caucaia)                       | Ferroviário (Fortaleza)                 | Édson Cariús (Ferroviário)                                                  | 9    |
| 109ª   | 2023 | Fortaleza (Fortaleza) (46)                                                                                       | Ceará (Fortaleza)                       | Iguatu (Iguatu)                         | Ciel (Ferroviário) Zazá (Caucaia)                                           | 5    |
| 110ª   | 2024 | Ceará (Fortaleza) (46)                                                                                           | Fortaleza (Fortaleza)                   | Maracanã-CE (Maracanaú)                 | Erick Pulga (Ceará)                                                         | 5    |
| 111ª   | 2025 | Ceará (Fortaleza) (47)                                                                                           | Fortaleza (Fortaleza)                   | Maracanã-CE (Maracanaú)                 | Allanzinho (Ferroviário) Lucero (Fortaleza)                                 | 4    |

## Títulos

### Por equipe
| Clube                                   | Campeão | Anos dos Títulos | Vice | Anos dos Vices |
| --------------------------------------- | ------- | --- | ---- | --- |
| Ceará (Fortaleza)                       | 47      | 1915, 1916, 1917, 1918, 1919, 1922, 1925, 1931, 1932, 1939, 1941, 1942, 1948, 1951, 1957, 1958, 1961, 1962, 1963, 1971, 1972, 1975, 1976, 1977, 1978, 1980, 1981, 1984, 1986, 1989, 1990, 1992, 1993, 1996, 1997, 1998, 1999, 2002, 2006, 2011, 2012, 2013, 2014, 2017, 2018, 2024, 2025 | 26   | 1924, 1933, 1943, 1952, 1959, 1964, 1965, 1966, 1969, 1970, 1973, 1974, 1985, 1987, 1991, 1994, 2000, 2001, 2004, 2009, 2010, 2015, 2019, 2020, 2021, 2023             |
| Fortaleza (Fortaleza)                   | 46      | 1920, 1921, 1923, 1924, 1926, 1927, 1928, 1933, 1934, 1937, 1938, 1946, 1947, 1949, 1953, 1954, 1959, 1960, 1964, 1965, 1967, 1969, 1973, 1974, 1982, 1983, 1985, 1987, 1991, 1992, 2000, 2001, 2003, 2004, 2005, 2007, 2008, 2009, 2010, 2015, 2016, 2019, 2020, 2021, 2022, 2023       | 28   | 1922, 1925, 1929, 1936, 1941, 1944, 1950, 1958, 1968, 1971, 1972, 1975, 1976, 1977, 1978, 1979, 1984, 1986, 1988, 1990, 1997, 2002, 2006, 2012, 2014, 2018, 2024, 2025 |
| Ferroviário (Fortaleza)                 | 9       | 1945, 1950, 1952, 1968, 1970, 1979, 1988, 1994, 1995 | 20   | 1940, 1942, 1946, 1947, 1949, 1951, 1953, 1955, 1960, 1963, 1967, 1980, 1981, 1982, 1983, 1989, 1996, 1998, 2003, 2017                                                 |
| Maguari-CE (Fortaleza)                  | 4       | 1929, 1936, 1943, 1944 | 7    | 1928, 1930, 1932, 1935, 1937, 1938, 1945 |
| América-CE (Fortaleza)                  | 2       | 1935, 1966 | 4    | 1923, 1934, 1948, 1954 |
| Icasa EC (Juazeiro do Norte)            | 1       | 1992 | 2    | 1993, 1995 |
| Orion (Fortaleza)                       | 1       | 1930 | 1    | 1931 |
| Tiradentes-CE (Fortaleza)               | 1       | 1992 | 0    | |
| Tramways (Fortaleza)                    | 1       | 1940 | 0    | |
| Calouros do Ar (Fortaleza)              | 1       | 1955 | 0    | |
| Gentilândia (Fortaleza)                 | 1       | 1956 | 0    | |
| Usina Ceará (Fortaleza)                 | 0       | | 4    | 1956, 1957, 1961, 1962 |
| ADRC Icasa (Juazeiro do Norte)          | 0       | | 3    | 2005, 2007, 2008 |
| Guarany (Fortaleza)                     | 0       | | 3    | 1920, 1921, 1926 |
| Fluminense (Fortaleza)                  | 0       | | 1    | 1927 |
| Estrela do Mar (Fortaleza)              | 0       | | 1    | 1939 |
| Juazeiro-CE (Juazeiro do Norte)         | 0       | | 1    | 1999 |
| Guarani de Juazeiro (Juazeiro do Norte) | 0       | | 1    | 2011 |
| Guarany de Sobral (Sobral)              | 0       | | 1    | 2013 |
| Atlético Cearense (Fortaleza)           | 0       | | 1    | 2016 |
| Caucaia (Caucaia)                       | 0       | | 1    | 2022 |

Em itálico, estão os clubes extintos ou inativos.

### Por cidade
| Campeão           | Títulos | Vice |
| ----------------- | ------- | ---- |
| Fortaleza         | 113     | 96   |
| Juazeiro do Norte | 1       | 7    |
| Caucaia           | 0       | 1    |
| Sobral            | 0       | 1    |

### Campeões consecutivos

#### Pentacampeonatos
- Ceará: 1 vez (1915-16-17-18-19)
- Fortaleza: 1 vez (2019-20-21-22-23)

#### Tetracampeonatos
- Ceará: 3 vezes (1975-76-77-78, 1996-97-98-99, 2011-12-13-14)
- Fortaleza: 1 vez (2007-08-09-10)

#### Tricampeonatos
- Fortaleza: 2 vezes (1926-27-28, 2003-04-05)
- Ceará: 1 vez (1961-62-63)

#### Bicampeonatos
- Fortaleza: 13 vezes (1920-21, 1923-24, 1933-34, 1937-38, 1946-47, 1953-54, 1959-60, 1964-65, 1973-74, 1982-83, 1991-92, 2000-01, 2015-16)
- Ceará: 9 vezes (1931-32, 1941-42, 1957-58, 1971-72, 1980-81, 1989-90, 1992-93, 2017-18, 2024-25)
- Ferroviário: 1 vez (1994-95)
- Maguari-CE: 1 vez (1943-44)

## Públicos

### Médias anuais gerais[6]
| - 1991: 3.032 - 1992: 3.076 - 1993: 3.878 - 1994: 3.147 - 1995: 1.797 - 1996: 1.956 - 1997: 1.115 - 1998: 2.223 - 1999: 2.004 - 2000: 2.541 |  | - 2001: 2.422 - 2002: 2.305 - 2003: 2.577 - 2004: 3.168 - 2005: 4.586 - 2006: 5.709 - 2007: 5.055 - 2008: 4.096 - 2009: 4.131 - 2010: 2.723 |  | - 2011: 2.484 - 2012: 2.717 - 2013: 2.015 - 2014: 2.931 - 2015: 3.407 - 2016: 2.681 - 2017: 3.283 - 2018: 3.607 - 2019: 3.708 - 2020: 1.880 |  | - 2022: 1.645 - 2023: 5.260 - 2024: 6.610 |

### Melhores médias anuais
| - 1991: Ceará — 7.997 - 1992: Ceará — 7.536 - 1993: Ceará — 9.654 - 1994: Ceará — 7.448 - 1995: Ceará — 3.641 - 1996: Ceará — 6.212 - 1997: Fortaleza — 3.826 - 1998: Ceará — 5.446 - 1999: Ceará — 4.965 - 2000: Fortaleza — 6.311 |  | - 2001: Fortaleza — 6.336 - 2002: Ceará — 7.342 - 2003: Fortaleza — 7.351 - 2004: Fortaleza — 6.493 - 2005: Fortaleza — 7.156 - 2006: Ceará — 14.525 - 2007: Fortaleza — 12.036 - 2008: Fortaleza — 8.360 - 2009: Ceará — 12.858 - 2010: Ceará — 11.012 |  | - 2011: Ceará — 9.386 - 2012: Ceará — 10.463 - 2013: Ceará — 12.118 - 2014: Ceará — 13.516 - 2015: Ceará — 13.617 - 2016: Fortaleza - 11.820 - 2017: Ceará — 7.099 - 2018: Fortaleza — 14.868 - 2019: Fortaleza — 20.103 - 2020: Fortaleza — 10.977 |  | - 2022: Fortaleza — 22.306 - 2023: Ceará — 22.045 - 2024: Fortaleza — 27.508 |

Totais por clube
1. Ceará: 19
2. Fortaleza: 14

Maiores sequências por clube
1. Ceará: 7 anos (de 2009 a 2015)
2. Fortaleza: 4 anos (de 2018 a 2020, 2022).

Maior média por clube
1. Fortaleza: 27.508 (2024)
2. Ceará: 25.330 (2024)
3. Icasa: 7.662 (2007)
4. Ferroviário: 5.802 (1994)
5. Guarany de Sobral: 3.658 (2010)
6. Horizonte: 3.545 (2008)
7. Guarani de Juazeiro: 2.463 (1992)

## Competições relacionadas
- Campeonato Cearense de Futebol - Série B
- Campeonato Cearense de Futebol - Série C
- Copa Fares Lopes
- Copa dos Campeões Cearenses